# Barnet Copthall
Barnet Copthall est un complexe sportif situé au niveau des limites Hendon-Mill Hill (en) de Londres et regroupe plusieurs éléments « dédiés » qui sont la propriété de la  collectivité locale de Barnet London Borough (en) : piscine, gymnase, golf à neuf trous géré par Metro Golf, stade.
Le stade principal est à multi-usage (notamment de rugby à XV et d'athlétisme) et héberge le club de rugby à XV, de première division, des Saracens depuis début 2013.
Le stade, connu de 2013 à 2020 sous le nom d’« Allianz Park », puis de « Copthall Stadium » fin 2020, l’est depuis janvier 2021 sous le nom de StoneX Stadium, ceci à la suite d’un nouvel accord de parrainage. Il était antérieurement le stade des London Broncos.
Il accueille aussi des événements de football américain comme le BritBowl (en).

## Histoire

### Stade
Avant l’arrivée du club des Saracens, le stade, d’abord un stade d’athlétisme peu exploité, a eu sa renommée la plus importante quand les London Crusaders (maintenant les London Broncos) se sont installés pour trois saisons de la deuxième division de la Ligue anglaise de rugby à XIII entre 1993 et 1995.
Le stade, nettement amélioré ce jour, héberge aussi deux clubs d’athlétisme : le Barnet & District AC et le Shaftesbury Barnet Harriers.
Avant que les Saracens ne prennent possession du stade, celui-ci a aussi hébergé le club de non-league football (semi-professionnel ou amateur) de Kentish Town (en).
En novembre 2010, les Saracens qui cherchent une nouvelle base après que leur propriétaire, le  Watford Football Club, a fait valoir une clause de rupture dans leur accord de base, ont révélé qu’ils étaient en discussions avec le Barnet Borough Council (en) en vue d’un changement de stade.
Selon le plan convenu, les Saracens développeraient le stade avec trois mille sièges permanents. Des équipements démontables permettraient d’installer une capacité supplémentaire de dix mille sièges pour les matchs de rugby, préservant ainsi la possibilité d’accueillir des compétitions d’athlétisme (qui ont besoin de plus de surface, la piste entourant la zone engazonnée).
Finalement, l’idée est retenue d’utiliser une pelouse artificielle, une première pour la Ligue anglaise de rugby.
Comme l’accord final du Barnet Council était encore requis en mai 2011, les Saracens et la ville de Watford se sont entendus sur une saison de plus dans leur accord de base pour le stade de Vicarage Road. Le projet de refonte du stade de Barnet Copthall a été approuvé en février 2012. Le stade a finalement rouvert en janvier 2013, après un début de saison 2012-2013 qui a vu les Saracens utiliser six différents endroits pour ses matchs à domicile : Twickenham et Wembley à Londres, Vicarage Road à Watford, Stadium MK à Milton Keynes, Goldington Road (en) à Bedford, le stade Roi-Baudouin à Bruxelles.
Le 25 janvier 2013, le nouveau terrain est testé par un match opposant les Saracens aux Cardiff Blues avec une victoire 19-11 dans la Coupe anglo-galloise de rugby devant un public de 3 500 personnes. À l’issue de cette première confrontation, la pelouse artificielle est jugée de bonne qualité. L’inauguration réelle a lieu le 16 février 2013 et voit une victoire des Saracens sur les Exeter Chiefs 31-11 dans le cadre d’un match du Championnat d'Angleterre de rugby à XV devant un public de 10 000 personnes.
Le 15 mars 2015, le stade accueille le départ et l’arrivée du semi-marathon de Londres, qui a consisté en un aller-retour au stade de Wembley ; une autre édition avait été programmée pour l’année 2017.
Du 18 au 25 juin 2016, le stade est l’hôte des finales masculines, féminines et mixtes, ainsi que les « petites finales » du World Ultimate and Guts Championship, les matchs précédents s’étant tenus au stade d’entraînement du Watford Football Club (en).
Le 2 avril 2017, la capacité du stade est portée à 15 000 places pour satisfaire aux critères du quart de finale du championnat d’Europe contre les Glasgow Warriors.
En raison de réaménagements majeurs destinés à étendre la capacité de base à 10 500 places, la tribune ouest est essentiellement fermée pour les saisons 2019-2020 et 2020-2021, réduisant la capacité de base à 8 500 places.

#### Droits de parrainage sur le stade et son appellation
Un accord de parrainage avec l’assureur allemand Allianz est annoncé le 24 juillet 2012 qui inclut des droits sur l’appellation du stade, d’une valeur de huit millions de livres sterling sur six ans. En conséquence, le stade prend le nom d’Allianz Park : en 2017, un an avant la fin du précédent accord, celui-ci est étendu jusqu’en 2021. Toutefois, en février 2020, en raison d’infractions sérieuses aux règles du fair-play financier par les Saracens, Allianz annonce son intention de se retirer prématurément de l’accord de parrainage en cours, et de lui donner un terme à la fin de la saison en cours : le stade perd ainsi son nom et les maillots ne portent plus l’emblème d’Allianz,.
Le stade retrouve officiellement son nom originel de « Copthall Stadium » le 26 octobre 2020.
En janvier 2021, les Saracens annoncent un nouveau partenariat de quatre ans avec le groupe StoneX (en) qui induit une nouvelle fois un changement de nom du stade, lequel s’appelle ensuite « StoneX Stadium ».

## Accès
La station de métro la plus proche est celle de Mill Hill East qui se trouve sur la Northern line.
Les jours de match, une navette des Saracens part des stations ou gares d’Edgware, Mill Hill East et Mill Hill Broadway pour déposer les spectateurs à faible distance du stade.
Un service de bus est-ouest, le 221 (en), s’arrête au même endroit près du stade (Pursley Road).